# Colombia op de Olympische Zomerspelen 1988
Colombia nam deel aan de Olympische Zomerspelen 1988 in Seoul, Zuid-Korea. Het was de twaalfde deelname van het Zuid-Amerikaanse land, dat een bronzen medaille won dankzij bokser Jorge Julio Rocha (bantamgewicht).

## Deelnemers en resultaten per onderdeel

### Atletiek
| Olympiër                                                        | Discipline            | Resultaat | Prestatie                                                                       |
| --------------------------------------------------------------- | --------------------- | --------- | ------------------------------------------------------------------------------- |
| Pedro Ortiz                                                     | 10000m (m)            | 44e       | serie 1: 14de in 29.08,25                                                       |
| Pedro Ortiz                                                     | marathon (m)          | 39e       | 2.23.34                                                                         |
| Héctor Moreno                                                   | 20km snelwandelen (m) | 33e       | 1:27.06                                                                         |
| José Querubin Moreno                                            | 20km snelwandelen (m) | DNF       | niet gefinisht                                                                  |
| Héctor Moreno                                                   | 50km snelwandelen (m) | 30e       | 4:01.31                                                                         |
|                                                                 |                       |           |                                                                                 |
| Amparo Caicedo                                                  | 100m (v)              | 30e       | serie 3: 4de in 11,58 kwartfinale 4: 8ste in 11,65                              |
| Norfalia Carabalí                                               | 200m (v)              | 31e       | serie 6: 3de in 23,78 kwartfinale 3: 8ste in 23,96                              |
| Ximena Restrepo                                                 | 200m (v)              | 34e       | serie 1: 5de in 24,00                                                           |
| Norfalia Carabalí                                               | 400m (v)              | 16e       | serie 5: 3de in 53,27 kwartfinale 3: 3de in 51,76 halve finale 2: 8ste in 52,65 |
| Amparo Caicedo Norfalia Carabalí Olga Escalante Ximena Restrepo | 4x100m (v)            | DNF       | serie 1: 5de in 45,46 halve finale 2: niet gestart                              |
| Amparo Caicedo Norfalia Carabalí Olga Escalante Ximena Restrepo | 4x400m (v)            | DSQ       | serie 2: gediskwalificeerd                                                      |
| María Isabel Urrutia                                            | kogelstoten (v)       | 20e       | kwalificatie groep A: 11de met 15,13m                                           |
| María Isabel Urrutia                                            | discuswerpen (v)      | 17e       | kwalificatie groep B: 9de met 53,82m                                            |

### Boksen
| Olympiër          | Discipline | Resultaat | Prestatie |
| ----------------- | ---------- | --------- | --- |
| Simon Morales     | -51kg (m)  | 33e       | 1ste ronde: V van JPN Segawa: 1-4 |
| Jorge Julio Rocha | -54kg (m)  | Brons     | 1ste ronde: W van PHI Hormillosa: scheidsrechterlijke beslissing 2de ronde: W van PUR Nieves: 5-0 3de ronde: W van GDR Breitbarth: 4-1 kwartfinale: W van JPN Matsushima: 3-2 halve finale: V van BUL Khristov: 2-3 |

### Gewichtheffen
| Olympiër          | Discipline | Resultaat | Prestatie                                                        |
| ----------------- | ---------- | --------- | ---------------------------------------------------------------- |
| Oscar Penagos     | -56kg (m)  | 17e       | trekken: 12de met 105kg stoten: 16de met 132,5kg totaal: 237,5kg |
| Tolentino Murillo | -60kg (m)  | 8e        | trekken: 7de met 120kg stoten: 9de met 140kg totaal: 260kg       |
| Jhon Salazar      | -60kg (m)  | 9e        | trekken: 11de met 110kg stoten: 5de met 150kg totaal: 260kg      |

### Judo
| Olympiër          | Discipline | Resultaat | Prestatie |
| ----------------- | ---------- | --------- | --------- |
| Eduardo Landazury | -65kg (m)  | 14e       |           |
| Luis Ochoa        | -78kg (m)  | 20e       |           |
| William Medina    | -86kg (m)  | 19e       |           |

### Paardensport
| Olympiër           | Discipline  | Resultaat | Prestatie                                                                                            |
| Dressuur           | Dressuur    | Dressuur  | Dressuur                                                                                             |
| ------------------ | ----------- | --------- | --- |
| María Paula Bernal | individueel | 53e       | kwalificatie: 53ste met 978 punten                                                                   |
| Héctor Rodríguez   | individueel | 38e       | kwalificatie: 38ste met 1229 punten                                                                  |
| Springconcours     |             |           | |
| Juan Carlos García | individueel | 50e       | kwalificatie: 1ste ronde: 61ste met 12 punten 2de ronde: 37ste met 38,00 punten totaal: 50,00 punten |
| Manuel Torres      | individueel | 39e       | kwalificatie: 1ste ronde: 43ste met 32 punten 2de ronde: 39ste met 35,50 punten totaal: 67,50 punten |

### Schermen
| Olympiër                                                                   | Discipline     | Resultaat | Prestatie |
| -------------------------------------------------------------------------- | -------------- | --------- | --- |
| Juan Miguel Paz                                                            | degen (m)      | 38e       | 1ste ronde groep 8: 3de met 2 overwinningen kwartfinale 6: 4de met 1 overwinning halve finale 8: 5de met 1 overwinning                   |
| Joaquin Pinto                                                              | degen (m)      | 45e       | 1ste ronde groep 7: 4de met 1 overwinning kwartfinale 7: 4de met 1 overwinning halve finale 2: 6de met 1 overwinning                     |
| Mauricio Rivas                                                             | degen (m)      | 12e       | 1ste ronde groep 5: 2de met 3 overwinningen kwartfinale 12: 3de met 2 overwinningen halve finale 1: 4de met 2 overwinningen finale: 12de |
| Oscar Arango William González Juan Miguel Paz Joaquin Pinto Mauricio Rivas | degen team (m) | 9e        | 1ste ronde groep 5: 2de met 1 overwinning finale: 9de                                                                                    |

### Schietsport
| Olympiër         | Discipline              | Resultaat | Prestatie                                                                       |
| ---------------- | ----------------------- | --------- | ------------------------------------------------------------------------------- |
| Bernardo Tovar   | 50m pistool (m)         | 38e       | kwalificatie: 29ste met 552 punten (87-93-95-95-91-91)                          |
| Alfredo González | 25m snelvuurpistool (m) | 26e       | kwalificatie: 26ste met 585 punten (289-296)                                    |
| Bernardo Tovar   | 25m snelvuurpistool (m) | 6e        | kwalificatie: 7de met 593 punten (87-93-95-95-91-91) finale: 6de met 690 punten |
| Bernardo Tovar   | 10m luchtpistool (m)    | 38e       | kwalificatie: 29ste met 573 punten (96-96-98-96-93-94)                          |
| Jorge Molina     | skeet                   | 38e       | kwalificatie: 38ste met 142 punten                                              |

### Wielersport
| Olympiër                                                              | Discipline         | Resultaat | Prestatie |
| Weg                                                                   | Weg                | Weg       | Weg       |
| --------------------------------------------------------------------- | ------------------ | --------- | --------- |
| Juan Arias                                                            | wegwedstrijd (m)   | 31e       | 4:32.56   |
| Dubán Ramírez                                                         | wegwedstrijd (m)   | 67e       | 4:32.56   |
| Nelson Rodríguez                                                      | wegwedstrijd (m)   | 48e       | 4:32.56   |
| Ángel Noé Alayón Pedro Bonilla Orlando Castillo Julio Cesar Rodríguez | ploegentijdrit (m) | 21e       | 2:10.34,3 |

### Worstelen
| Olympiër            | Discipline  | Resultaat   | Prestatie                                                                                      |
| Vrije stijl         | Vrije stijl | Vrije stijl | Vrije stijl                                                                                    |
| ------------------- | ----------- | ----------- | ---------------------------------------------------------------------------------------------- |
| Javier Delgado      | -48kg (m)   | 11e         | groep B: 6de V van IRI Zeinalnia: 0-4 W van NGR Adekunle: 3-1 V van TUR Şükrüoğlu: 1-3         |
| Oscar Muñoz         | -52kg (m)   | 11e         | groep B: 6de W van KEN Küng: 4-0 W van IRQ Minati: 3-1 V van IND Singh: 1-3 V van KOR Kim: 1-3 |
| Javier Rincon       | -62kg (m)   | 21e         | groep B: 11de V van SUI Elimu: 0-4 V van FRG Helmdach: 0-3                                     |
| Grieks-Romeins      |             |             |                                                                                                |
| Víctor Hugo Capacho | -48kg (m)   | 13e         | groep B: 7de V van SYR Al-Faraj: 0-4 V van KOR Goun: 1-3                                       |

### Zwemmen
| Olympiër       | Discipline          | Resultaat | Prestatie               |
| -------------- | ------------------- | --------- | ----------------------- |
| Pablo Restrepo | 100m schoolslag (m) | 19e       | serie 7: 6de in 1.04,43 |
| Pablo Restrepo | 200m schoolslag (m) | 20e       | serie 6: 7de in 2.19,58 |

Afghanistan · Algerije · Amerikaanse Maagdeneilanden · Amerikaans-Samoa · Andorra · Angola · Antigua en Barbuda · Argentinië · Aruba · Australië · Bahama’s · Bahrein · Bangladesh · Barbados · België · Belize · Benin · Bermuda · Bhutan · Birma · Bolivia · Bondsrepubliek Duitsland · Botswana · Brazilië · Britse Maagdeneilanden · Brunei · Bulgarije · Burkina Faso · Canada · Centraal-Afrikaanse Republiek · Chili · China · Chinees Taipei · Colombia · Congo-Brazzaville · Cookeilanden · Costa Rica · Cyprus · Denemarken · Djibouti · Dominicaanse Republiek · Duitse Democratische Republiek · Ecuador · Egypte · El Salvador · Equatoriaal-Guinea · Fiji · Filipijnen · Finland · Frankrijk · Gabon · Gambia · Ghana · Grenada · Griekenland · Groot-Brittannië · Guam · Guatemala · Guinee · Guyana · Haïti · Honduras · Hongarije · Hongkong · Ierland · IJsland · India · Indonesië · Irak · Iran · Israël · Italië · Ivoorkust · Jamaica · Japan · Joegoslavië · Jordanië · Kaaimaneilanden · Kameroen · Kenia · Koeweit · Laos · Lesotho · Libanon · Liberia · Libië · Liechtenstein · Luxemburg · Malawi · Malediven · Maleisië · Mali · Malta · Marokko · Mauritanië · Mauritius · Mexico · Monaco · Mongolië · Mozambique · Nederland · Nederlandse Antillen · Nepal · Nieuw-Zeeland · Niger · Nigeria · Noord-Jemen · Noorwegen · Oeganda · Oman · Oostenrijk · Pakistan · Panama · Papoea-Nieuw-Guinea · Paraguay · Peru · Polen · Portugal · Puerto Rico · Qatar · Roemenië · Rwanda · Saint Vincent en de Grenadines · Salomonseilanden · Samoa · San Marino · Saoedi-Arabië · Senegal · Sierra Leone · Singapore · Soedan · Somalië · Sovjet-Unie · Spanje · Sri Lanka · Suriname · Swaziland · Syrië · Tanzania · Thailand · Togo · Tonga · Trinidad en Tobago · Tsjaad · Tsjecho-Slowakije · Tunesië · Turkije · Uruguay · Vanuatu · Venezuela · Verenigde Arabische Emiraten · Verenigde Staten · Vietnam · Zaïre · Zambia · Zimbabwe · Zuid-Jemen · Zuid-Korea · Zweden · Zwitserland